# Rehavam Zeevi
Rehavam Zeevi (Jerusalém, 20 de junho de 1926 - 17 de outubro de 2001), ex-general e político israelense.

## Carreira
Líder do Partido Moledet de extrema direita, pregava a realocação da população palestina da Cisjordânia e Faixa de Gaza para os países árabes.
Quando ocupava o cargo de ministro do Turismo de Israel do governo Ariel Sharon, foi assassinado a tiros num hotel de Jerusalém por membros da Frente Popular para a Libertação da Palestina como forma de represália pela morte, em 2001, do seu líder Mustapha Al Zibri (também conhecido por Abu Ali Mustapha) pelas Forças de Defesa de Israel.